# Francesco Costa (scrittore)
Francesco Costa (Napoli, 12 ottobre 1946) è uno scrittore e sceneggiatore italiano.

## Biografia
Di padre napoletano e madre tedesca, diplomato presso il liceo classico Umberto I e laureato in filosofia, si è trasferito a Roma dove è apparso come attore in alcuni film fra cui Anno Uno e Il Messia, diretti entrambi da Roberto Rossellini, e Nel più alto dei cieli di Silvano Agosti, presentato alla Mostra del Cinema di Venezia, alla cui sceneggiatura ha collaborato insieme a Stefano Rulli. Ha poi realizzato diverse sceneggiature per il cinema e per la televisione, fra cui quella del film L'altra donna di Peter Del Monte che ha conquistato nel 1980 il Premio Speciale della Giuria alla Mostra del Cinema di Venezia.
Dal 1982 al 1986 ha scritto oltre cento sceneggiature per la Lancio, casa editrice di fotoromanzi, e per i settimanali a fumetti Lanciostory e Skorpio, pubblicati da Eura Editoriale. Le sue storie sono state illustrate dai maggiori disegnatori di fumetti fra cui Franco Saudelli, Massimo Rotundo, Ugolino Cossu, Giovanni Freghieri e Gustavo Trigo. Collabora con Tinto Brass e Bernardino Zapponi alla sceneggiatura di Così fan tutte (1992), uno dei più grandi successi della carriera di Brass.
Dal 2000 al 2009 ha condiviso con Gianni Canova una rubrica di recensioni cinematografiche, cinque articoli a testa ogni mese, sul mensile di studi e rassegne Letture, nato nel 1946 e ha firmato ottantadue voci su attori cinematografici (fra cui Anna Magnani, Audrey Hepburn e Gina Lollobrigida) per l'Enciclopedia Treccani.
Nel 2006 ha sceneggiato Niente Storie, composto da sette cortometraggi diretti da altrettanti registi e prodotti dall'Unione Italiana Casting.
Come scrittore ha esordito nel 1996 con il romanzo La volpe a tre zampe, di impianto parzialmente autobiografico perché riferito a una sua esperienza infantile, quando dagli otto ai dieci anni si ritrovò rinchiuso in un campo profughi alla periferia di Napoli. Ambientati a Napoli e in particolare nei Campi Flegrei, seppure in epoche diverse, i suoi romanzi esplorano i temi del doppio e del sosia, del vampirismo e dell'inganno. Due di essi sono stati trasposti sul grande schermo: La volpe a tre zampe di Sandro Dionisio, interpretato da Miranda Otto, Nadja Uhl e Angela Luce, e L'imbroglio nel lenzuolo di Alfonso Arau con Maria Grazia Cucinotta, Anne Parillaud e Geraldine Chaplin.
Autore anche di romanzi per ragazzi, ha vinto vari premi fra cui nel 2006 la 12ª edizione del premio letterario Scelto da noi per il libro L'orologio capriccioso. Per il romanzo La scuola dei veleni, secondo episodio di una serie fantasy intitolata Leo, edita da Touring Junior e articolata in sei volumi ambientati in sei diverse città italiane, ha vinto nel 2011 il Premio Selezione Bancarellino e nel 2013 la 19ª edizione del premio Uno su cinque: Scegli il tuo libro.
Nel 2013 è stato presidente della giuria del premio per la letteratura di viaggio Premio l'Albatros - Città di Palestrina, composta da Paolo Di Paolo, Luigi La Rosa, Alessandro Leogrande e Vanna Vannuccini. Attualmente fa parte della giuria del premio letterario Minerva Letteratura e Impegno Civile, presieduto da Bianca Granata Guadalupi, insieme agli scrittori Viola Ardone, Massimo Cacciapuoti, Paolo Di Paolo, Lisa Ginzburg e Titti Marrone.
È approdato al genere fantastico, venato di sfumature horror, con Dottor Neanderthal - Il colore morto della mezzanotte (Cento Autori Edizioni, 2018), in cui si adombra l'ipotesi che l'uomo di Neanderthal sia stato oggetto del primo genocidio nella storia dell'umanità. I suoi libri sono tradotti in Germania, Spagna, Grecia, Giappone.
È docente di storia del cinema per l'Università telematica e-Campus. Il 10 febbraio 2022 pubblica per Giulio Perrone Editore il libro Dive del Cinema, storia del divismo cinematografico femminile lungo l'intero arco del Novecento in Europa e a Hollywood, cui fa seguito, nel 2023, Scrittori da paura - Giallo e Noir dalla pagina allo schermo per Homo Scrivens, in cui ricostruisce le vite di celebri scrittrici e scrittori di gialli e noir, dal Settecento al Novecento, e vi aggiunge i titoli delle principali trasposizioni cinematografiche e televisive dei loro romanzi.

## Libri

### Raccolte di racconti
- 1993 - Orfani di una regina, Ia Palma Edizioni Associate
- 1994 - Quartetti con delitto, Dino Audino Editore
- 1995 - Uno specchio nel diluvio, Biblioteca del Vascello, ISBN 8872279151
- 2014 - Napoli appesa a un filo, Iemme Edizioni, ISBN 8897776485
- 2023 - Lascia fare a Dio, Langella Edizioni, ISBN 9791280450166

### Romanzi
- 1996 - La volpe a tre zampe, Baldini&Castoldi, ISBN 9787007197735
- 1997 - L'imbroglio nel lenzuolo, Baldini&Castoldi, ISBN 8880893181
- 2001 - Non vedrò mai Calcutta, Arnoldo Mondadori Editore, ISBN 9788804488187
- 2004 - Se piango, picchiami, Marsilio, ISBN 9788831784238
- 2005 - La volpe a tre zampe, Rizzoli Bur, ISBN 9788817009553 (ristampa)
- 2006 - Il dovere dell'ospitalità, Rizzoli, ISBN 9788817009195
- 2008 - Presto ti sveglierai, Salani, ISBN 9788884518798
- 2010 - L'imbroglio nel lenzuolo, Salani, ISBN 9788884519610 (ristampa)
- 2015 - Orrore Vesuviano, Bompiani, ISBN 8845279367
- 2018 - Dottor Neanderthal - Il colore morto della mezzanotte, Cento Autori, ISBN 8868721546

### Romanzi per ragazzi
- 1998 - Angelica nello specchio, Mondadori Ragazzi, ISBN 8804446749
- 1998 - Caterina dei briganti, Mondadori Ragazzi, ISBN 8804449691
- 2000 - Il materasso delle streghe, Mondadori Ragazzi, ISBN 8804475110
- 2000 - L'oca di legno, Mondadori Ragazzi, ISBN 8804478608
- 2000 - Napoleone e l'apprendista mago, Mondadori Ragazzi, ISBN 8804465123
- 2001 - L'impero di sabbia, Mondadori Ragazzi, ISBN 8804497653
- 2005 - L'orologio capriccioso, Mondadori Ragazzi, ISBN 8804543655
- 2010 - Leo - Tutta colpa di un fulmine, Touring Junior, ISBN 9788836551804
- 2010 - Leo - La scuola dei veleni, Touring Junior, ISBN 9788836552269
- 2011 - Leo - Le vele dei Saraceni, Touring Junior, ISBN 9788836555161
- 2011 - Leo - Una corona nella polvere, Touring Junior, ISBN 9788836558605
- 2012 - Leo - I prigionieri del Colosseo, Touring Junior, ISBN 9788836558858
- 2012 - Leo - Duello finale, Touring Junior, ISBN 9788836558841

### Saggi
- 2022 - Dive del cinema, Giulio Perrone Editore, ISBN 8860046246
- 2023 - Scrittori da paura - Giallo e Noir dalla pagina allo schermo, Homo Scrivens, ISBN 9788832783285

## Filmografia
- Nel più alto dei cieli, regia di Silvano Agosti (1977)
- L'altra donna, regia di Peter Del Monte (1980)
- Ti spacco il muso bimba, regia di Mario Carbone (1982)
- Blastfighter, regia di Lamberto Bava (1984)
- Eurocops - serie TV, 6 episodi (1991)
- Segno di fuoco, regia di Nino Bizzarri (1991)
- Ostinato destino, regia di Gianfranco Albano (1992)
- Gli assassini vanno in coppia, regia di Piero Natoli (1992)
- Così fan tutte, regia di Tinto Brass (1992)
- La volpe a tre zampe, regia di Sandro Dionisio (2001)
- Niente storie, regia di Sophie Chiarello, Nina Di Majo, Gianluca Fumagalli, Luciano Melchionna, Riccardo Milani, Claudio Noce e Daniele Vicari (2006)
- L'imbroglio nel lenzuolo, regia di Alfonso Arau (2010)
- Una piccola sorpresa, regia di Stefano Chiodini - cortometraggio (2015)
- Una nobile causa, regia di Emilio Briguglio (2016)